# Claus Raidl

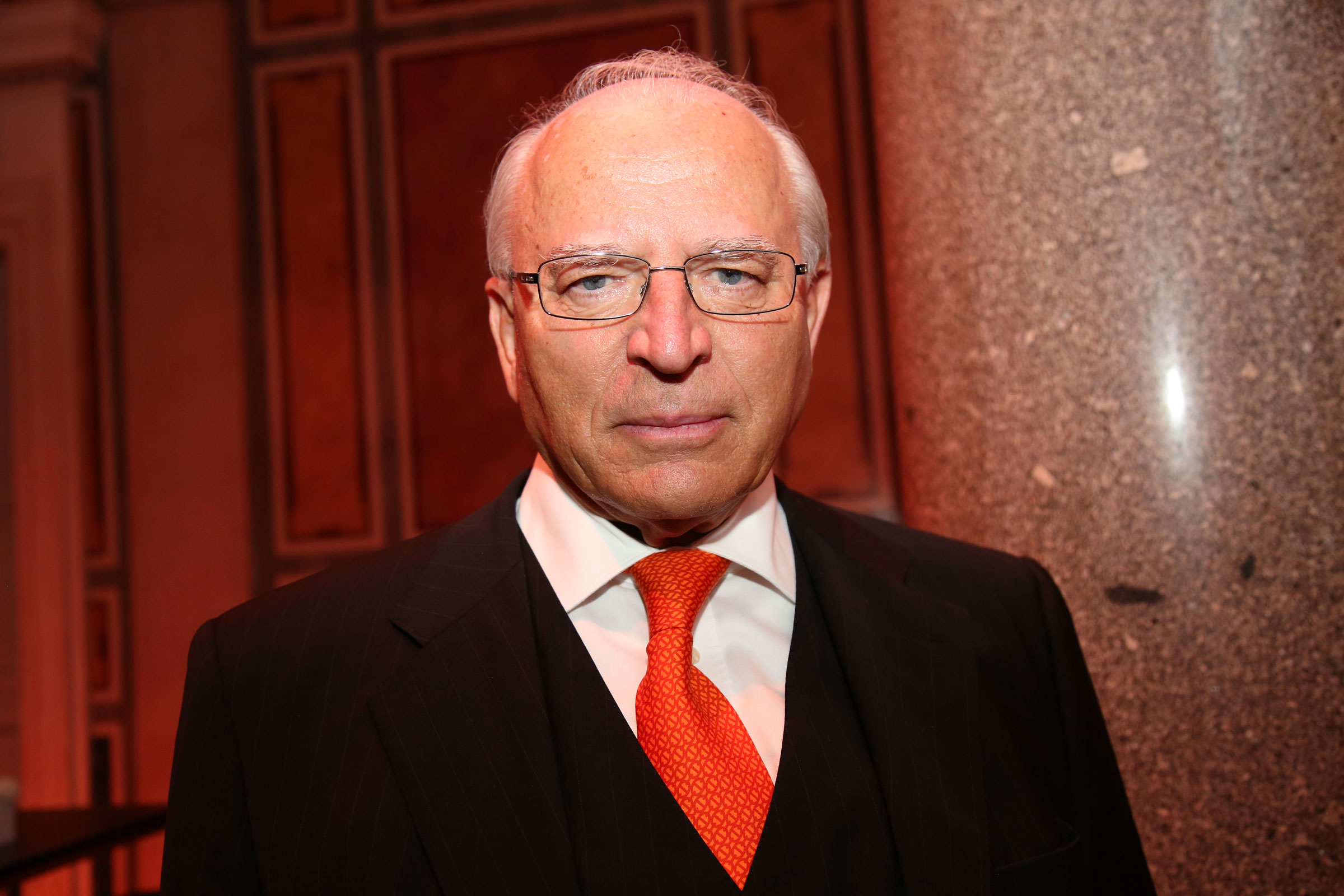
Claus Raidl (2015)

Claus Josef Raidl (* 6. November 1942 in Kapfenberg, Steiermark; † 10. Dezember 2024) war ein österreichischer Manager. Er war vom 1. September 2008 bis zum 31. August 2018 Präsident der Oesterreichischen Nationalbank.

## Leben
Nach der Matura mit Auszeichnung 1961 in Waidhofen an der Ybbs studierte Raidl Wirtschaftswissenschaften an der Hochschule für Welthandel in Wien. Zusätzlich machte er ein Diplom an der Duxbury High School in Massachusetts, USA. 1966 erfolgte seine Sponsion zum Diplomkaufmann und 1971 promovierte er zum Doktor der Handelswissenschaften. Während seines Studiums war Raidl Vorsitzender des Hauptausschusses der ÖH an der Hochschule für Welthandel. Seit 20. März 2012 war Raidl Vizepräsident des Europäischen Forums Alpbach.
Er begann 1970 berufliche Tätigkeit als Assistent am Institut für angewandte Sozial- und Wirtschaftsforschung. Nach weiteren Stationen bei Banken und Versicherungen wurde er 1982 Vorstandsmitglied der ÖIAG. Es folgten Führungspositionen bei der VOEST-Alpine und der Austrian Industries. Von 1991 bis 2010 war Raidl Vorstandsvorsitzender der Böhler-Uddeholm AG.
Raidl wurde am 21. Mai 2008 zum 1. September 2008 zum neuen Vorsitzenden (Präsident) des Generalrates der Oesterreichischen Nationalbank bestellt und zum 1. September 2013 wiederbestellt. Mit 1. September 2018 folgte ihm Harald Mahrer nach.
Daneben war Raidl in mehreren Aufsichtsräten vertreten, u. a. bei der Wiener Börse und der Donau Versicherung, sowie von 2001 bis 2006 Präsident des Österreichischen Fachhochschulrates (FHR). Er war vom Bund bestelltes Mitglied des Institute for Science and Technology Austria (ISTA) und seit 2012 auch Vizepräsident des Europäischen Forums Alpbach. Raidl war Urmitglied sowohl der Katholisch österreichischen Studentenverbindung Norika zu Waidhofen/Ybbs im MKV als auch der Katholisch akademischen Verbindung Bajuvaria Wien im Cartellverband ÖCV und war mehrmals als Wirtschaftsminister für die ÖVP im Gespräch.
Er veröffentlichte Beiträge in Sammelwerken und wirtschaftswissenschaftliche Artikel zu Fragen der Wirtschaftsordnung, der Industriepolitik, zu den Problemen der Steuer- und Budgetpolitik und zu den Chancen des Wirtschaftsstandortes Österreich.
Claus Raidl war verheiratet und hatte drei Söhne. Er verstarb nach schwerer Krankheit am 10. Dezember 2024. Er wurde am Nußdorfer Friedhof bestattet.

## Auszeichnungen
- 2013: Großes Goldenes Ehrenzeichen des Landes Steiermark[10]
- 2015: Großes Goldenes Ehrenzeichen mit dem Stern für Verdienste um die Republik Österreich[11]

## Publikationen
- Mehrwertsteuer und Preisniveau (1971)